# Інститут Балканських студій (ІМХА)
Інститут Балканських студій (зазвичай відомий за своїм грецьким акронімом ІМХА) — був заснований в березні 1953 року. Наступні 20 років існував у межах діяльності Товариства дослідження Македонії. З 1974 року функціонує як самостійна юридична організація приватного права за підтримки Міністерства Культури.

## Інститут Балканських студій (ІМХА)
Основні напрямки діяльності ІМХА:
- дослідження з історії, археології, культури, міжнародних відносин та економіки Балканського півострова;
- публікація наукових досліджень і періодичних видань;
- організація конференцій та інших наукових заходів;
- викладання балканських, російської та польської мов;
- функціонування літніх курсів грецької мови, історії та культури для іноземних студентів.

Робота Інституту Балканських студій насамперед націлена на сприяння кращому розумінню подій, які спричинилися до сьогодення Південно-Східної Європи, а також співпраця з міжнародними та балканськими науковими общинами. Дослідження Інституту реалізують досвідчені науковці, які здобули магістерський чи докторський ступені; коло інтересів працівників ІМХА охоплює всі балканські країни.
На міжнародній арені, IMXA створила широку мережу контактів і співпрацює з різними науково-дослідними центрами та Академіями наук у Південно-Східній Європі, а також зі своїми партнерами в інших країнах, таких як США, Велика Британія, Франція, Італія, Росія та Німеччина.
Інститут опублікував близько 300 монографій, а також випускає періодичні видання грецькою та іноземними мовами.
В Інституті Балканських студій працює єдина бібліотека в Греції, яка спеціалізується з балканської тематики. Бібліотека повністю оснащена технологічно і має у доступі більше 25000 книг і 700 поточних періодичних видань; а також пропонує великий архів мікрофільмів, з програмами для їх читання і друку. Одним з важливих напрямків діяльності ІМХА є Школа балканських, слов'янських та східних мов, яка утворилася в 1963 році і вже нараховує більше 8000 випускників. Крім того, починаючи з 1964 року, кожного літа функціонує Міжнародна програма грецької мови, історії та культури, яка пропонує іноземним студентам і вченим можливість удосконалити знання грецької мови і дізнатися більше про грецьку історію та культуру.

## Міжнародна програма грецької мови, історії та культури
Міжнародна програма грецької мови, історії та культури стартувала у 1964 році в Салоніках. У 1973 і 1985 рр. програма набула статусу міжнародної, і кожного року стала приймати студентів та науковців з усього світу.
Керівником програми від самого її створення є професор К. А. Дімадіс.
Програма пишається тим, що пропонує студентам якісні та ефективні курси вивчення грецької мови й, таким чином, знайомить увесь світ з культурою Греції. Не грекомовні студенти, викладачі, науковці з усього світу мають можливість долучитися до програми. Міністерство освіти, культури й спорту Греції виділяє велику кількість стипендій Інституту Балканських студій, запрошуючи іноземних студентів стати стипендіатами. Взяти участь у програмі можна й за власний рахунок.
ІМХА триває один місяць, зазвичай проводиться в серпні й має високий рівень інтенсивності навчання. Учасники програми мають можливість значно поліпшити рівень володіння грецькою мовою, розширити свої знання грецької культури, історії, краще зрозуміти грецький менталітет та наочно познайомитися з грецькими традиціями та звичаями.
Учасники розподіляються по класах за рівнем володіння грецькою мовою, який визначає тест на початку програми. Заняття проводяться 6 днів на тиждень і тривають приблизно 3 години. Також ІМХА пропонує тижневі курси ознайомлення з культурою та історією Греції грецькою і англійською мовами. Наприкінці місяця всі без виключення студенти складають іспит, за результатами якого отримують сертифікат проходження програми.
Окрім лекцій Міжнародна програма грецької мови, історії та культури пропонує екскурсії по Салоніках і Західній Македонії; організовує подорож на гору Афон. Для учасників програми ІМХА проводить заняття з грецьких народних танців, а також запрошує Театр тіней.